# Campiglossa festiva
Campiglossa festiva är en tvåvingeart som först beskrevs av Chen 1938.  Campiglossa festiva ingår i släktet Campiglossa och familjen borrflugor. Inga underarter finns listade.